# Histoire du football en Afrique
L'Histoire du football en Afrique retrace l’histoire du football sur le continent africain depuis son introduction au début du XXe siècle jusqu'à la période actuelle.
D'abord fortement encadrée par les autorités coloniales, la pratique du football devient peu à peu une tribune d'expression et d'opposition à la colonisation. La décolonisation va alors accélérer le développement du football africain, tant au niveau sportif, qu'au niveau de ses institutions.

## Présence coloniale et introduction du football

Les principaux empires coloniaux, en Afrique, en 1913.
Belgique.
France.
Allemagne.
Royaume-Uni.
Italie.
Portugal.

Le football en Afrique fut envisagé différemment selon les territoires et donc selon les pays coloniaux les possédant. Si, dans les colonies britanniques, les autochtones ont rapidement pu accéder à la pratique de ce sport, il n'en fut pas de même dans l'Empire colonial français ; en effet, jusqu'aux années 1920, la pratique du football était réservée aux seuls colons. Cette mise à l'écart des populations autochtones était justifiée par des considérations fortement racistes. À titre d'exemple, le général Jung, commandant des troupes d'AOF, jugeait en 1928, que ce jeu était trop compliqué pour les « nègres » [sic] ; toutefois il précise :

« Avec de la patience, on peut arriver à leur faire comprendre le rôle de chaque joueur, la place qu'il devait tenir et surtout l'importance et le but de la passe. »

— Général Jung
Dans l'Empire colonial belge, le football est au contraire fortement pratiqué par les habitants, le ballon rond se trouvant au cœur d'un apostolat catholique. Le football était donc utilisé dans les colonies belges pour favoriser la conversion religieuse des populations autochtones. Le Congo belge est également l'un des premiers territoires à voir la création d'une réelle fédération sportive en direction du football : en 1919, L'ARSC (« Association royale sportive congolaise ») est créée, ; en 1939, l'association compte 815 joueurs de football répartis dans 53 patronages. En termes d'infrastructures, le stade de la Reine-Astrid est construit dès 1937, en particulier grâce aux actions du prêtre Raphaël de la Kethulle de Ryhove.
Cette forme d'apostolat, qui avait précédemment été développée dans les colonies britanniques par les églises anglicanes, l'est également dans les colonies françaises, par l'église catholique, à partir des années 1920 : l'Association sportive et culturelle Jeanne d'Arc est ainsi créée en 1921 par le Père Lecocq. Néanmoins cette « ouverture » a ses limites et les autorités religieuses cherchent à contrôler la pratique sportive et celle du football en particulier ; quand l'USI (« Union Sportive Indigène »), exclusivement composée d'Africains, est créée en juillet 1929, le Père Lecocq menace les joueurs de l'USI d'excommunication, s'ils venaient à rencontrer la « Jeanne d'Arc ».
Les années 1920 voient tout de même la première équipe africaine participer à un grand tournoi international. En effet, l'Égypte participe aux jeux olympiques de 1924 et y obtient une remarquable 4e place. Néanmoins, les commentaires de la presse européenne sont fortement empreint de racisme et de dédain pour cette sélection. À titre d'exemple, même le rapport officiel indique, après la défaite de l'Égypte face à la Suède, que :

« À la fougue des Africains, les Suédois opposèrent un jeu calme et raisonné qui affirma indiscutablement leur supériorité. »

— Comité olympique français, Les jeux de la VIIe Olympiade, rapport officiel, Paris, 1925, p. 332-334.
Si l'essor du « football confessionnel » se poursuit — le club de Saint Louis est fondé en 1933, celui de Conakry dans les années 1930 également, celui de Bamako en 1939, — une forme de ségrégation perdure : les « blancs » jouant contre d'autres blancs et les « noirs » contre d'autres noirs. Cette ségrégation trouva son paroxysme dans les colonies italiennes, le comité olympique national italien cherchant à fortement favoriser la pratique du football par les colons : en Érythrée, les (six) équipes « indigènes » furent rassemblées dans une ligue dédiée, de manière à éviter d'éventuelles défaites d'équipes de colons. En Éthiopie, les équipes « indigènes » doivent adopter un nom à consonance italienne,. Surtout, comme en témoigne Ydnekatchew Tessema, les footballeurs locaux devaient parfois jouer pieds nus de manière à épouser l'image de l'Africain, véhiculée par la propagande fasciste. Néanmoins, les années 1930 voient les premiers joueurs africains évoluer dans des stades européens : en France, le Marocain Larbi Benbarek est recruté par l'Olympique de Marseille en 1938 et intègre l'équipe de France, cette même année. Cependant, la presse européenne commente cette nouveauté avec un fort mépris : à l'occasion de la rencontre en amical entre la France et l'Italie le 4 décembre 1938, La Stampa ironise sur le « negro tricolore » et se réjouit de l'absence « d'hommes de chocolat » dans la sélection italienne.

## Le football comme tribune pour l'indépendance
Même si une partie de l'activité sportive reste encadrée par les différentes autorités coloniales ou religieuses, le succès grandissant du football voit la création de nombreux nouveaux clubs sur le continent. Pour partie d'entre eux, ceux-ci constituent un objet d'expression nationaliste témoignant d'un désir croissant d'indépendance. Ce phénomène est évidemment à modérer selon les territoires envisagés.

### Colonies françaises

#### Algérie

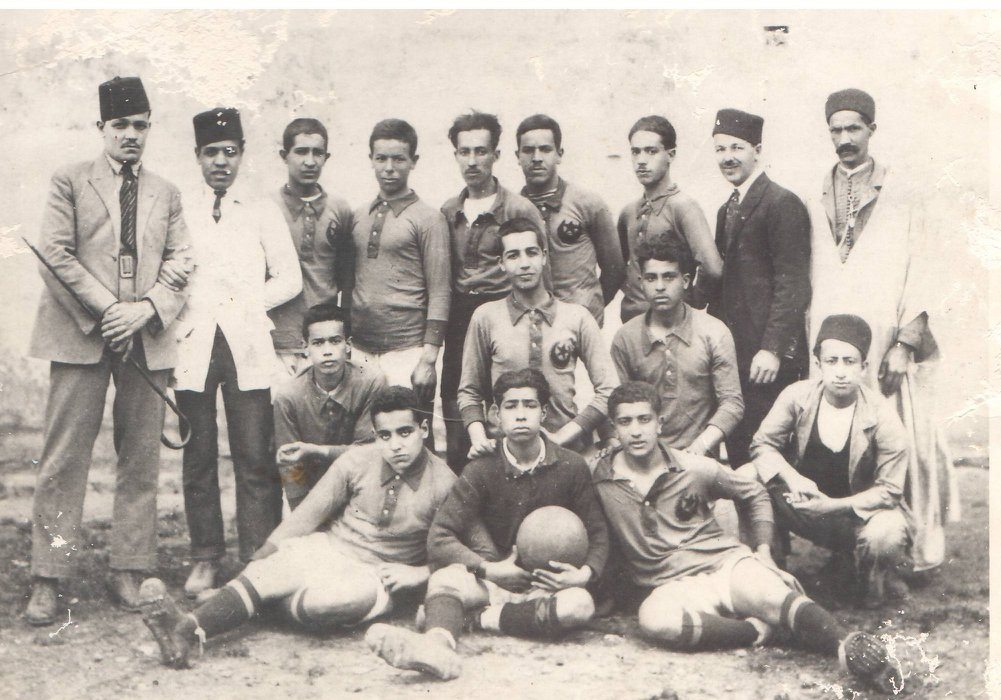
L'équipe du Mouloudia d'Alger, à sa création, en 1921.

Au lendemain de la Première Guerre mondiale, les premiers clubs musulmans sont créés en Algérie, sportsmen musulmans et nouvelles figures sociales de l’émancipation à la veille de la première guerre mondiale[réf. souhaitée]. D'autres clubs musulmans sont créés à Oran, le Mouloudia Club Musulman Oranais est fondé le 1er janvier 1917, il est déclaré le 4 décembre 1919, le 14 mai 1924 il fusionne avec le Hamidia Club Musulman Oranais (qui a été créé le 13 avril 1921) pour devenir le Mouloudia Hamidia Club Musulman Oranais, le 14 mai 1946, le club deviens le Mouloudia Club Oranais. Un autre club au nom de l'USM Oran est créé le 1er mars 1926 ce dernier va être parmi les clubs les plus importants dans l'ère colonial.
À Alger le Mouloudia Club d'Alger est fondé le 7 août 1921. Les trois ligues d'Alger,d'Oran et de Constantine sont créées en 1918. On compte lors de la saison 1923-1924, trente-six clubs dont quatre sont musulmans. Leurs présences rompent l'hégémonie catholique dans ce qui concerne l'encadrement spirituel du sport. À Constantine, la Ligue est créée en 1920 et compte dès sa création quatre associations musulmanes sur vingt-trois clubs. Ces clubs adoptèrent, jusqu'au moins les années 1930, une ligne relativement discrète quant à leurs expressions identitaires. Cependant, pour pallier tout risque de revendications, les autorités françaises cherchent à limiter les rencontres entre européens et musulmans. Surtout, dès 1930, un quota d'au moins trois joueurs européens est imposé pour la composition des équipes musulmanes, puis à cinq joueurs en 1935.
C'est essentiellement à partir des années 1950 que le football sera radicalement utilisé comme tribune, notamment par le FLN. Le 10 février 1957, durant la Bataille d'Alger, deux attentats tue dix personnes lors de deux matches de football à Alger, dont celui du Racing Universitaire d'Alger (club d'« obédience coloniale »). Peu de temps après, lors de la finale de la coupe de France 1957 à Colombes, le député Ali Chekkal est , par le FLN.

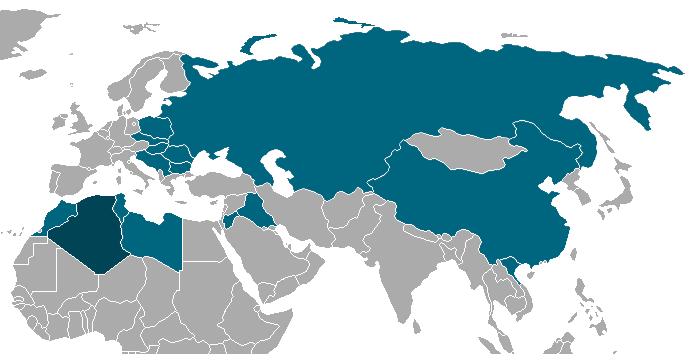
Carte représentant les pays dans lesquelles l'équipe du FLN (noir) a joué durant sa tournée (bleu foncé).

Durant les années 1950, de nombreux joueurs d'Afrique du Nord, suivant ainsi la voie ouverte par Larbi Benbarek, évoluent dans le championnat français (quarante-cinq joueurs lors de la saison 1957-1958). Certains d'entre eux, comme Mustapha Zitouni évoluent également en sélection nationale française. Le 15 avril 1957, depuis Tunis, le FLN annonce la création de l'équipe du FLN de football et indique qu'un certain nombre de joueurs ont déjà quitté la métropole pour rejoindre Tunis. L'équipe effectuera une grande tournée à travers le monde ; son impact sur le déroulement de la Guerre d'Algérie reste toutefois difficile à déterminer. À souligner enfin, le déroulement du premier tournoi du Maghreb sur la voie de l'indépendance, en mai 1958, au stade Chedly-Zouiten de Tunis réunissant la Libye, le Maroc, la Tunisie et l'Algérie (l'équipe du FLN).

#### Protectorats tunisien et marocain

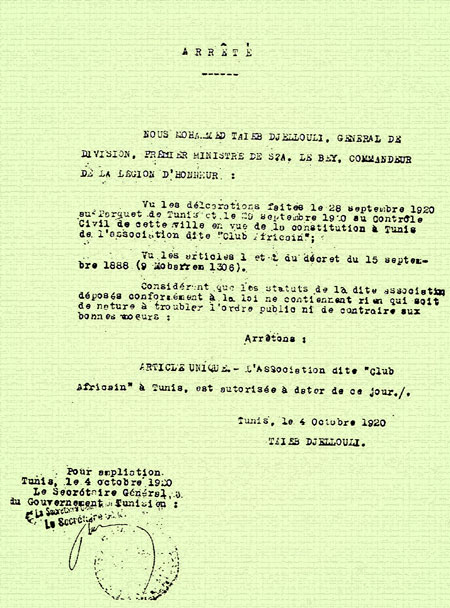
Arrêté autorisant la création du Club africain, le 4 octobre 1920.

Dans ce protectorat, la Ligue de Tunisie, affiliée à la Fédération française de football (tout comme la Ligue d'Alger évoquée précédemment) est créée en 1921. La période correspond également à la création des premiers clubs musulmans en Tunisie : l'Espérance sportive de Tunis en 1919, le Club africain en 1920, l'Étoile sportive du Sahel à Sousse en 1925 et le Club tunisien à Sfax en 1928. Même si ces créations de clubs témoignent d'une certaine ouverture des autorités françaises, celles-ci gardent une certaine vigilance quant à ces clubs, qui constitueront pour certains d'entre eux, des espaces de « résistance à l'occupant » : par exemple, le Club africain dut, pour recevoir l'agrément de sa création, renoncer aux couleurs envisagées initialement (rouge et blanc), aux emblèmes (croissant et étoile) et même à un premier choix de nom (« Club islamique africain »). L'Espérance sportive de Tunis a ainsi constitué un espace de contestation à la colonisation : ses confrontations qui l'opposèrent au Stade gaulois (incarnant le parti des colons) en témoignent ; Habib Bourguiba, futur président et alors leader du Néo-Destour, se revendiquait alors comme fervent supporter de l'Espérance.

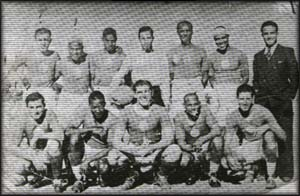
Le WAC, en 1940.

Au Maroc, le Wydad Athletic Club, créé le 8 mai 1937, occupe une place similaire à celle occupée par l'Espérance en Tunisie, en termes de « résistance à l'occupant » ; comme l'Espérance face au Stade gaulois, le WAC avait son opposant « colon » qui était alors l'Union sportive marocaine. Chaque victoire sur cet adversaire représentait alors une entaille dans la domination française du protectorat.

#### Afrique-Occidentale française
Après la Seconde Guerre mondiale, la pratique du football se fait grandissante : de 8 000 licenciés sportifs en AOF au début des années 1950, ce chiffre passe à 18 000 à la fin de cette décennie, dont 60 % des effectifs pour le football. De plus, la conférence de Brazzaville de 1944 a pour conséquence d'ouvrir aux Africains des postes de cadre dans l'administration du sport en AOF. Cette accélération du développement du football se concrétise également dans l'organisation des compétitions : en mars 1946, est créée la Ligue de football d'AOF dont le périmètre ne devait pas initialement excéder la ville de Dakar ; mais dès 1948, la compétition créée en 1947 et ne réunissant que les quatre districts du Sénégal, devient la Coupe d'Afrique-Occidentale française, réunissant, elle, des clubs extérieurs au Sénégal, venant d'Abidjan, de Conakry ou encore de Bamako. Son succès fut grandissant et le nombre d'équipes participantes passa de seize en 1947, à 280 en 1960. Il illustre également l'ambivalence du football en AOF après le second conflit mondial : à la fois respecter (et reconnaître) la communauté française en participant à cette compétition, mais également renforcer les identités et les particularités des pays dont sont issus les équipes. Ainsi même la loi-cadre Defferre de 1956 (qui accorde une certaine autonomie aux différents territoires), ne met pas un coup d'arrêt à cette compétition ; autre exemple, malgré l'obtention de l'indépendance de la Guinée en 1958, Ahmed Sékou Touré maintient la participation des clubs guinéens à la Coupe de l'AOF en 1959.
Les meilleurs défenseurs africains sont Coulibaly Kanigui(Shirak)et Yao Allé(Yayo)

#### Madagascar
L'île constitue une exception quant à l'utilisation du football comme tribune pour l’indépendance. En effet, dès la Première Guerre mondiale, le rugby à XV, sport bien plus populaire à Madagascar, accapare cette symbolique, illustrée par la victoire en 1913 du Stade olympique de l'Emyrne face à l’équipe militaire française. À partir de 1947 et jusqu’en 1963, un Tournoi triangulaire oppose chaque année Madagascar, La Réunion et Maurice. Dans les années 2000 — nettement plus tardivement que nombre de pays du continent —, certains joueurs malgaches parviennent à faire carrière en Europe : on peut en particulier citer Anicet Abel.

### Colonies britanniques
Au Nigeria, la donne est sensiblement différente de ce que l'on rencontre dans les colonies françaises d'Afrique du Nord, préalablement évoquées. En effet, dès la fin des années 1930, la pratique du football dans des ligues distinctes (entre Européens et Africains) se faisait moins systématique ; on peut également observer plus de mixité dans les compositions des équipes. Cette pratique témoigne d'une pratique moins ségrégative dans l'Empire colonial britannique que dans les colonies françaises. Cependant, au Nigeria également, un grand club emblématique de la « résistance à l'occupant » fut fondé par Nnamdi Azikiwe (futur premier président du pays indépendant), le Zic Athletic Club. Ce club gagna la première édition de la très prestigieuse War Memorial Cup, battant en finale une équipe européenne, à Lagos.
En Afrique de l'Ouest, les colonies voient la création de réelles Football associations indépendantes, sur le modèle de la Fédération anglaise de football. Ceci constitue une différence majeure avec l'organisation du football dans les territoires français, où les différentes Ligues sont systématiquement placées sous la tutelle de la Fédération française. Ainsi, des équipes nationales peuvent s'affronter dès la fin des années 1950 : le Nigeria affronte par exemple la Sierra Leone dès octobre 1949,. Une compétition est même organisée de 1951 à 1959, la Coupe Jalco opposant annuellement une sélection de Côte-de-l'Or à celle du Nigeria.
En Afrique de l'Est, des Football associations sont également créées et des oppositions entre sélections africaines sont organisées dès les années 1920 : par exemple, le match Kenya - Ouganda en 1926 qui donnera naissance à la Coupe Gossage.

## Affirmation du football africain
Lors de l'accès à l'indépendance, les pays concernés obtiennent assez rapidement leurs affiliations à la FIFA. Surtout, l'importance du football, pour les identités nationales naissantes, implique un interventionnisme de l'État dans les affaires du football. Par exemple, le ministre Germain Coffi Gadeau était également (le premier) président de la fédération ivoirienne de football ; autre exemple analogue, en Égypte, en décembre 1959, Abdel Hakim Amer, alors ministre, devient président de la fédération.

### Instances continentale et internationale

#### Fondation de la Confédération africaine de football

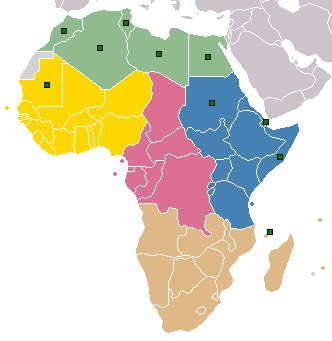
Les cinq zones de la CAF.

En 1950, Jules Rimet (alors président de la FIFA) et Ivo Schricker (son secrétaire général) sont invités à un match international au Caire opposant l'Égypte à la Turquie,. cette invitation avait pour but de démontrer l'activité africaine en termes de rencontres internationales et d'ainsi faire remarquer le besoin d'instance continentale et de représentation internationale.
En novembre 1953, Abdelaziz Salem (président de la fédération égyptienne) et Abdel Halim Muhammad (président de la fédération soudanaise) font part lors d'un congrès de la FIFA à Paris, de constituer une fédération continentale. En octobre de l'année suivante, Abdelaziz Salem transmet à Kurt Gassmann (alors secrétaire général de la FIFA), le projet de statuts de la future fédération. Gassmann parvint à imposer que les colonies ne puissent adhérer en tant que membre associé. En 1956, à l'occasion d'un congrès à Lisbonne, une première assemblée générale (officieuse) réunit les délégués des fédérations égyptienne, éthiopienne, soudanaise et sud-africaine. L'année suivante, la Confédération africaine de football est officiellement créée à Khartoum, le 8 février 1957,, par les fédérations précitées. Jusqu'en 1969, la CAF reste ce petit comité, dont l'Afrique du Sud est exclue dès 1959 pour cause d'Apartheid. En 1963, la CAF compte vingt-trois fédérations affiliées, réparties dans cinq zones.

#### Représentation internationale de l'Afrique du football
Le « lobbying » principalement effectué par la Fédération égyptienne, porte ses fruits : dès 1954 et avant même la création de la CAF, Abdelaziz Salem devient membre représentatif de l'Afrique auprès de la FIFA, à l'instar de Jack Skinner, délégué de Hong Kong, qui devient membre représentatif de l'Asie. Toutefois aucun des deux, n'accèdent de fait, au titre de vice-président de la FIFA.
En 1961, lors du congrès de la FIFA à Santiago, Mohamed Abdelaziz Moustapha (qui est devenu président de la CAF en 1958) accède à la charge de vice-président, en sa qualité de président d'une fédération continentale.
Cette ouverture de la FIFA au football africain, permet l'adhésion à l'organisation de vingt-six nations africaines entre 1956 et 1964. Surtout, dès 1962, un comité consultatif est créé à la FIFA, qui travaille sur les problèmes spécifiques de chaque continent ; toutefois, ce comité n'aura que peu de réactivité quant au principal grief exprimé par les fédérations africaines : le nombre de représentants africains en coupe du monde.

### Présences en coupe du monde

Portrait de Kwame Nkrumah l'artisan du boycott des tours préliminaires à la coupe du monde 1966 par les pays africains sur un timbre soviétique de 10 kopeck datant de 1989.

La CAF devait constituer une tribune à même d'améliorer la représentation du football africain dans les grandes compétitions : ainsi, la coupe du monde 1966 n'offrait qu'une seule place (partagée avec l'Océanie et l'Asie) au continent africain. À l'initiative du ghanéen Kwame Nkrumah, chantre du panafricanisme, les pays africains décident de boycotter les compétitions qualificatives pour l'obtention de cette unique place : aucun représentant africain ne sera donc représenté à la coupe du monde 1966 (toutefois, le Mozambique et l'Angola sont en 1966, encore des colonies portugaises. L'Afrique se trouve ainsi indirectement « représentée », notamment grâce à la coupe du monde étincelante du mozambicain Eusébio évoluant dans la sélection portugaise). Dès 1970, l'Afrique a une place réservée en coupe du monde (obtenue par le Maroc).
Par la suite, João Havelange, alors président de la Confédération brésilienne de football, ambitionnait de ravir la présidence de la FIFA à Stanley Rous. Il va donc s'employer à faire un certain « lobbying » en direction des dirigeants du football africain en vue d'obtenir leurs voix à l’élection du 11 juin 1974 à Francfort, qu'il remportera au 2e tour grâce notamment à l'Afrique. Ses actions en direction de l'Afrique prirent plusieurs voies : outre la promesse de places supplémentaires en coupe du monde, il invite une sélection africaine à participer à la coupe de l'Indépendance, organisée en 1972 pour fêter le 150e anniversaire du Brésil.
Néanmoins, il faudra attendre la coupe du monde de 1982 pour voir deux pays africains présents à la même coupe du monde. Sans doute, que la bonne tenue de la Tunisie en 1978 ainsi que le boycott des Jeux olympiques de 1976 par vingt-huit nations africaines (en protestation à la présence de la Nouvelle-Zélande) ont participé à l'obtention de cette seconde place. Cette coupe du monde verra se dérouler le « match de la honte » empêchant (de façon non-sportive) l'équipe d'Algérie d'accéder au second tour de la compétition.
À la coupe du monde de football de 2010, première édition à se dérouler sur le sol africain, six pays africains, dont le pays hôte sud-africain, participèrent au tournoi final. Le Ghana y a atteint les quarts de finale. Cela constituait jusqu'alors la meilleure performance du football africain en Coupe du monde, égalant ainsi les performances du Cameroun en 1990 et du Sénégal en 2002. Performance battue en 2022, lors de  la Coupe du monde tenue au Qatar, lorsque le Maroc atteint les demi-finales après avoir successivement éliminé l'Espagne puis le Portugal.
À noter enfin, qu'à deux reprises, un pays africain a remporté le tournoi olympique de football : le Nigéria en 1996 et le Cameroun en 2000.

### Compétitions continentales
Avec la création de la CAF en 1957, est créée la même année, la Coupe d'Afrique des nations se déroulant tous les deux ans et dont la première édition se déroule au Soudan. Trois différents trophées ont été conçus pour les vainqueurs de la compétition. Tout d'abord, le trophée original, était appelé le Trophée Abdelaziz-Abdallah-Salem du nom du premier président de la CAF, l'Égyptien Abdelaziz Abdallah Salem. Quand le Ghana s'est emparé pour la troisième fois du titre en 1978, il a obtenu le droit de conserver le trophée. Un second trophée fut alors mis en jeu entre 1980 et 2000, appelé le Trophée de l'Unité africaine. Le Cameroun, en raison de sa troisième victoire dans la compétition a pu conserver définitivement le trophée en 2000. Depuis 2001, un troisième trophée est remis en jeu à chaque édition.
Du côté des compétitions de clubs est créée en 1964, la Coupe d'Afrique des clubs champions (elle devient la Ligue des champions de la CAF en 1997). S'y ajoutent deux autres compétitions importantes : la Coupe d'Afrique des vainqueurs de coupe et la Coupe de la CAF, toutes deux créées en 1975 et supprimées en 2003 pour devenir en 2004, la Coupe de la confédération.

### Drames et errements du football africain
Même si le football en Afrique, après les décolonisations, a été vecteur d'unité, il a constitué également un champ d'opposition et d'expression de la violence. De plus, l'attractivité des clubs européens de football professionnel, notamment par le niveau de rémunération proposé, a entraîné une importante migration de jeunes joueurs, en particulier vers l'Europe, animés par l'espoir d'un recrutement et parfois manipulés par des agents aux scrupules discutables.

#### Le football comme facteur de conflit
Dès le début de l'ère « décolonisée », le conflit s'immisce dans les choses du football. Ainsi en 1962, à l'occasion de la première édition de la Coupe des Tropiques (une compétition multi-sports incluant un tournoi de football) de très violents heurts opposèrent gabonais et congolais du Congo-Brazzaville. Cet évènement possède quelques similarités avec la future « Guerre du football » de juillet 1969, en Amérique centrale. En effet, le 14 juillet 1962, le Gabon avait gagné le match aller l'opposant au Congo sur le score de 3 à 1, ; deux jours plus tard, le 16 septembre, à Brazzaville, le Congo prend sa revanche et remporte le match retour sur le même score de 3 buts à 1. Un match d'appui aurait dû être organisé, mais ce ne sera jamais le cas. Entre autres à cause d'allégations de joueurs gabonais, expliquant à leurs retours à Libreville, s'être fait agressés au Congo, de violentes émeutes se produisent à Libreville. Pire, de véritables pogroms prennent pour cible les ressortissants congolais présents dans la ville. Léon Mba, alors président du Gabon, décide alors l'expulsion des congolais du pays ; on dénombrera neuf morts et 3 000 expulsés vers Pointe-Noire. En représailles, les gabonais, dahoméens et togolais sont agressés et expulsés, à Pointe-Noire et à Brazzaville. Les relations diplomatiques sont rompues entre les deux pays, jusqu'à leur réconciliation en novembre 1962, à l'occasion de la conférence de Douala de l'Union africaine et malgache.
Le 8 janvier 2010, l'équipe nationale du Togo qui, après un stage en République du Congo (Congo-Brazzaville), rejoignait l'Angola en passant par la frontière entre le Congo et l'enclave angolaise de Cabinda pour jouer la Coupe d'Afrique des nations de football 2010, est attaquée au pistolet mitrailleur par une milice locale. Neuf joueurs ou membres du staff sont blessés ; deux personnes succomberont à leurs blessures.
Au niveau des clubs, des conflits majeurs ont également été constatés. Nous avons en mémoire, la double confrontation de la Coupe d’Afrique des clubs champions (Ligue des champions africaine) de l’année 1993 entre l’Asec d’Abidjan (Côte d’Ivoire) et le Kotoko de Koumassi (Ghana). Au match aller l’Asec l’emporte à Abidjan sur la marque de 3 buts à 1.  Mais au match retour au Ghana, l’Asec connait le plus grand drame de son histoire. Des dizaines de cars des supporteurs ivoiriens sont pris d’assaut et saccagés sur le territoire ghanéen. Les Actionnaires (appellation des supporteurs de l’Asec) sont agressés et violentés. Certains meurent des suites de leurs blessures. Les dirigeants et les joueurs sont agressés dans les vestiaires avant et après le match. Le lendemain du match, la riposte est fatale à de nombreux ghanéens vivant en Côte d’Ivoire.

## L'impact social et économique du football en Afrique
Le football en Afrique est bien plus qu'un simple sport, c'est phénomène social qui favorise la cohésion nationale et renforce la fierté nationale. En effet, au-delà des compétitions, le football dépasse les barrières culturelles et linguistiques, unit les communautés et constitue une passion commune pour des millions de personne. Ce sport représente souvent un espoir pour les jeunes qui y voient non seulement un loisir, mais aussi une opportunité de réussir et de soutenir leurs familles.

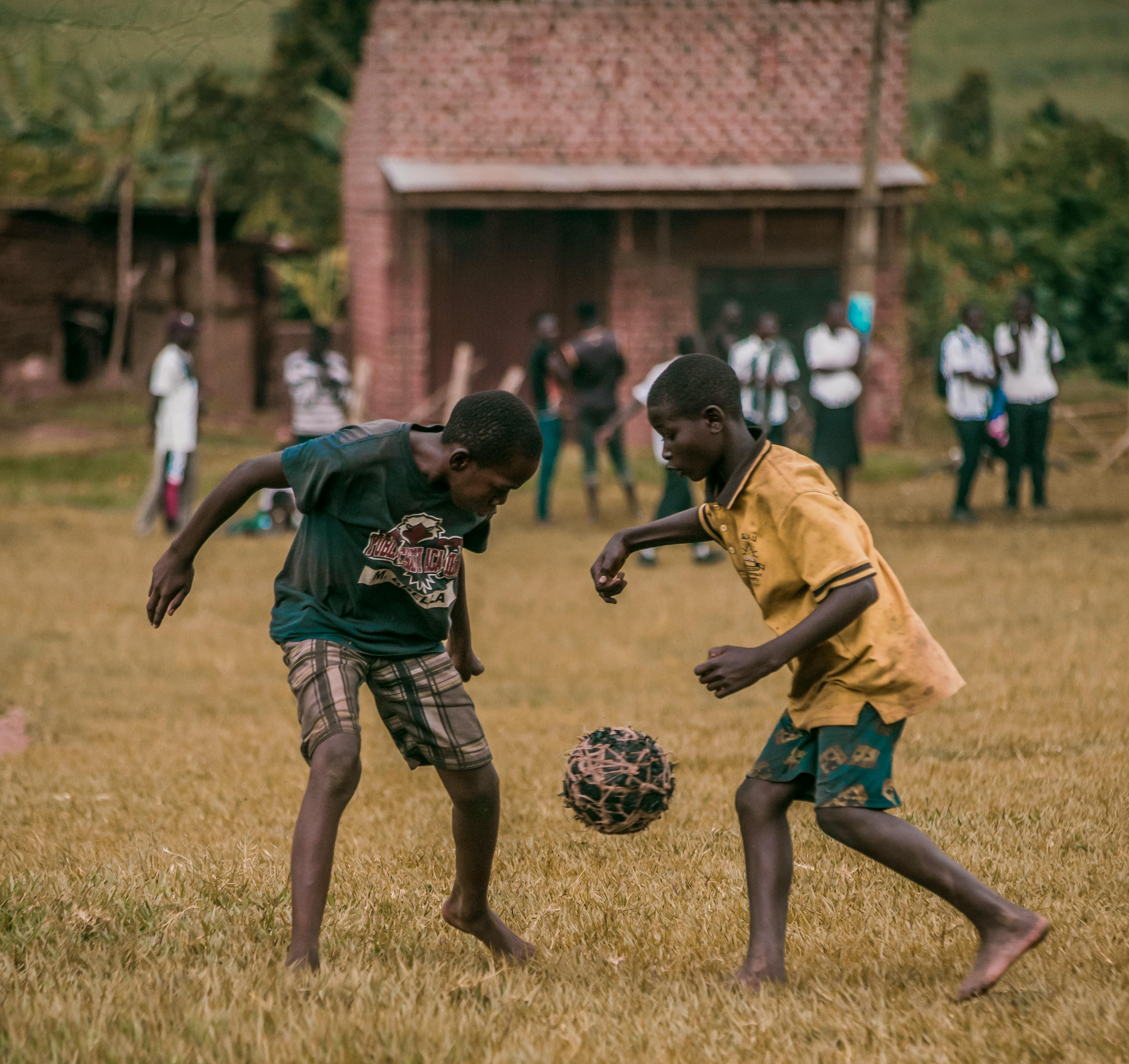
Deux jeunes garçons jouant au football

De plus, ce sport joue également un rôle clé dans l'économie des pays africains. En effet, la migration de joueurs africains vers des clubs européens génère des revenus importants pour les familles et les structures locales. On peut prendre l'exemple de Sadio Mané qui a offert un hôpital à son village de Bambaly. Ce type d'initiatives inspire d'autres jeunes joueurs à utiliser leur succès pour contribuer au développement de leurs propres communautés. C'est ainsi que le développement du football en Afrique s'accompagne d'une amélioration des infrastructures et d'une meilleure coopération entre les pays du continent.
Cependant, le développement sur le long terme du football en Afrique reste un défi majeur. En effet, certains clubs sont souvent limités par des contraintes financières qui leur permet pas de retenir leurs jeunes talents, qui préfèrent tenter leur chance à l’étranger pour de meilleures opportunités. Cette fuite des talents affaiblit alors le potentiel local et freine également la croissance du football en Afrique.
Ainsi, le football en Afrique illustre bien plus que de simples enjeux sportifs. Il incarne des dynamiques sociales, économiques et culturelles qui évoluent dans un contexte de mondialisation.